# رجینالد تالبوت
رجینالد تالبوت (انگلیسی: Reginald Talbot; ۱۱ ژوئیهٔ ۱۸۴۱ – ۱۵ ژانویهٔ ۱۹۲۹) سرباز اهل بریتانیا بود. وی همچنین برندهٔ جوایزی همچون نشان حمام شده‌است.